# 福山康平
福山 康平（ふくやま こうへい、1998年3月13日 - ）は、日本の俳優。
東京都出身。ホリプロ所属。

## 略歴
2013年春にピアノ発表会で業界関係者の目に留まってスカウトされ、俳優を志す。約300人が参加したオーディションを勝ち抜いて映画『予告犯』のヒョロ/ネルソン・カトー・リカルテ役に抜擢されて、2015年6月公開の同作で俳優としてデビュー。
2016年1月にはフジテレビ系の新春スペシャルドラマ『坊っちゃん』に出演。2017年1月には『放送90年 大河ファンタジー 「精霊の守り人」 』シリーズにチキサ役で出演する。
2018年8月にはNHK大河ドラマ『西郷どん』に岩倉具視の息子・周丸役で出演し、大河ドラマ初出演。
2020年3月、東京外国語大学言語文化学部言語文化学科を卒業。

## 人物
- 特技はピアノ、釣り、料理[5]。
- 好きなドラマは『相棒』、憧れの俳優は水谷豊[5]。
- 資格：保育士試験[6]。

## 出演

### 映画
- 予告犯（2015年6月6日、東宝） - ヒョロ/ネルソン・カトー・リカルテ 役
- 心が叫びたがってるんだ。（2017年7月22日、アニプレックス） - 山路一春 役
- 女々演（2018年3月24日、KATSU-do） - 岸谷達也 役
- HiGH&LOW THE WORST（2019年10月4日） - ジャム男 役
  - HiGH&LOW THE WORST X（2022年9月9日） - ジャム男 役[7]
- 1%er ワンパーセンター（2024年12月6日、アルバトロス・フィルム） - アキラ 役[8][9][10]

### テレビドラマ
- 新春スペシャルドラマ 坊っちゃん（2016年1月3日、フジテレビ） - めがね 役[11]
- 往復書簡〜十五年後の補習（2016年9月30日、TBS） - 永田純一（中学生時） 役
- 放送90年 大河ファンタジー「精霊の守り人」（NHK総合） - チキサ 役
  - 精霊の守り人II 悲しき破壊神（2017年1月 - 3月）
  - 精霊の守り人III 最終章（2017年11月 - 2018年1月）
- 1942年のプレイボール（2017年8月12日、NHK総合） - 野口渉 役
- コードネームミラージュ Episode 21 「揺れル」（2017年8月26日、テレビ東京） - 菊池歩 役
- モブサイコ100（2018年1月 - 4月、テレビ東京） - 白鳥海斗 役
- イノセント・デイズ（2018年3月 - 4月、WOWOW） - 遠山光博 役
- 大河ドラマ
  - 西郷どん （2018年、NHK） - 岩倉周丸 役[4]
  - いだてん〜東京オリムピック噺〜（2019年、NHK） - 三浦弥平
- メゾン・ド・ポリス 第4話（2019年2月1日、TBS） - 櫻井陽斗 役
- HiGH&LOW THE WORST EPISODE.O（2019年7月 - 9月、日本テレビ） - ジャム男 役
- ベビーシッター・ギン! 第3話（2019年7月14日、NHK BSプレミアム） - 石田 役
- 同期のサクラ 第4話（2019年10月30日、日本テレビ） - 土井伸二郎 役
- 地獄の果てまで連れていく 第1話（2025年1月14日、TBS） - 小宮山良太 役[12]

### 舞台
- トロイ戦争は起こらない（2017年10月5日 - 22日、新国立劇場 中劇場 / 10月26日 - 27日、兵庫県立芸術文化センター 阪急中ホール） - トロイリュス 役[13]
- 密やかな結晶（2018年2月2日 - 25日、 東京芸術劇場 プレイハウス / 3月3日 - 4日、富山県民会館 ホール / 3月8日 - 11日、大阪・新歌舞伎座 / 3月17日 - 18日、久留米シティプラザ ザ・グランドホール）[14]
- アンナ・クリスティ（2018年7月13日 - 29日、よみうり大手町ホール / 8月3日 - 5日、梅田芸術劇場シアター・ドラマシティ） - ラリー 役
- 最貧前線（2019年8月 - 10月、水戸芸術館 ACM劇場・世田谷パブリックシアター他） - 上村二等水兵 役[15]
- ミュージカル 生きる(2020年10月9日 - 28日 日生劇場)
- ハリー・ポッターと呪いの子（2022年6月16日 - 7月7日 プレビュー公演、2022年7月8日 - 2024年6月22日 本公演、TBS赤坂ACTシアター） - アルバス・ポッター 役[注釈 1][16]
- ミュージカル ワイルド・グレイ（2025年1月8日 - 26日、新国立劇場 小劇場 / 2月14日 - 16日、森ノ宮ピロティホール / 2月22日、高崎芸術劇場 スタジオシアター） - アルフレッド・ダグラス 役[注釈 2][17]